# Список національних девізів
У цій статті приведений список державних і національних девізів незалежних держав світу. Наводяться також девізи зниклих держав і держав, не визнаних світовою спільнотою, при цьому їх назви (чи прапори) не виділені напівжирним шрифтом.
Національний девіз використовується для опису намірів або мотивів держави однією короткою фразою. Він може бути включений в герб країни, друкуватися на монетах і банкнотах. Деякі країни не мають національного девізу.
| Зміст: A Б В Г Д Е Є З І Й К Л М Н О П Р С Т У Ф Х Ц Ч Ш Я |

## А
- Австралія — зараз нема, раніше: англ. Advance Australia (Вперед Австралія)[1]
- Австрія —Die Zukunft liegt in unseren Händen, Österreich liegt in unseren Herzen (Майбутнє у наших руках, Австрія у наших серцях)  . Раніше одне з можливих значень було: лат. Austriae est imperare orbi universo (Доля Австрії — правити світом)
- Австро-Угорщина — лат. Indivisibiliter ac Inseparabiliter (Нероздільно і нерозривно)[2]
- Азербайджан — азерб. Odlar Yurdu (Країна Вогнів)
- Азорські Острови — порт. Antes morrer livres que em paz sujeitos (Швидше вмру як вільна людина ніж буду поневоленим без спротиву)[3]
- Албанія — алб. Feja e Shqiptarit është Shqiptaria (Віра албанців — албанізм); Ti, Shqipëri, më jep nder, më jep emrin Shqiptar (Ти, Албанія, дала мені честь, ти дала мені ім'я албанець)
- Алжир — араб. بالشعب و للشعب shaʿb wa lil — shaʿb (Від людей і для людей)[4]
- Американське Самоа — самоан. Samoa Muamua le Atua (Самоа, Бог Перший)[5]
- Ангілья — Сила і витривалість
- Ангола — лат. Virtus Unita Fortior (Єдність забезпечує силу)
- Андорра — лат. Virtus, Unita, Fortior (Доброчесність, Єдність, Сила)[6]
- Антигуа і Барбуда — англ. Each endeavouring, all achieving (Кожен прагне, всі разом досягають)[7]
- Аргентина — ісп. En Unión y Libertad (У союзі і свободі)[8]
- Аруба — лат. Semper pro grediens (Завжди вперед)[9]
- Афганістан — нема

## Б

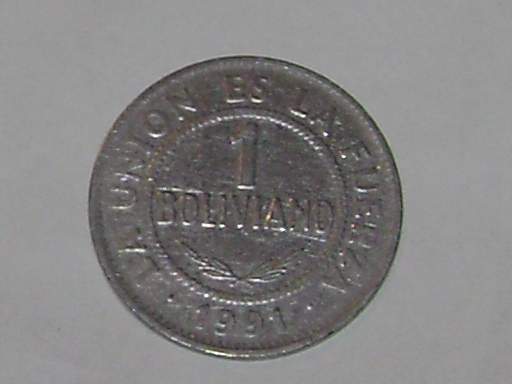
Національний девіз Болівії, La Unión es la Fuerza (Єднання — сила), наноситься на монетах

- Багамські острови — англ. Forward, Upward, Onward Together (Вперед, вгору, далі разом)[10]
- Бангладеш — нема
- Барбадос — англ. Pride and Industry (Гордість і Наполегливість)[11]
- Бахрейн — нема
- Білорусь — нема
  -  біл. Жыве Беларусь! Жыве вечна! (Хай живе Білорусь! Хай живе вічно!)
- Беліз — лат. Sub umbra floreo (Я процвітаю в тіні)[12]
- Бельгія — нід. Eendracht maakt macht, фр. L'union fait la force і нім. Einigkeit gibt Stärke (Єдність дає силу)[13]
- Бенін — фр. Fraternité, Justice, Travail (Братерство, Справедливість, Праця)[14]
- Бермуди — лат. Quo fata ferunt (Куди доля занесе)[15]
- Болгарія — болг. Съединението прави силата (Єднання силу дає)[16]
- Болівія — ісп. La Unión es la Fuerza (Єднання — сила)[17]
- Боснія і Герцеговина — нема
- Ботсвана — (Тсвана) Pula (Дощ)[18]

- Бразилія — порт. Ordem e progresso (Порядок і прогрес)[19]

Національний девіз Бразилії, Ordem e progresso (Порядок і прогрес), присутній на прапорі.

- Бруней — араб. الدائمون المحسنون بالهدى (Завжди служити під проводом Бога)[20]
- Буркіна-Фасо — фр. Unité, Progrès, Justice (Єдність, Прогрес, Справедливість)[21]
- Бурунді — фр. Unité, Travail, Progrès (Єдність, Праця, Прогрес)[22]
- Бутан — нема

## В
- Вануату — (Біслама) Long God yumi stanap (Твердо стоїмо за Бога!)[23]
- Ватикан — нема
- Велика Британія — фр. Dieu et mon droit (Бог і моє право.) (девіз британської монархії)[24]
- Венесуела — ісп. Dios y Federación (Бог і Федерація)
- Вірменія — вірм. Մեկ Ազգ, Մեկ Մշակույթ (Одна нація — одна культура)[25].
- В'єтнам — в'єт. Ðộc lập, Tự do, Hạnh phúc (Незалежність, Свобода, Щастя)

## Г
- Габон — фр. Union, Travail, Justice (Єдність, Праця, Справедливість)[26]
- Гаїті — фр. L'union fait la force (Сила в єдності)[27]
- Гаяна — англ. One people, one nation, one destiny (Один народ, одна нація, одна доля)[28]
- Гамбія — англ. Progress, Peace, Prosperity (Прогрес, Мир, Процвітання)[29]
- Гана — англ. Freedom and Justice (Свобода і справедливість)[30]
- Гватемала — ісп. Libre Crezca Fecundo (Рости вільно і багато)[31]
- Гвінея — фр. Travail, Justice, Solidarité (Праця, Справедливість, Солідарність)[32]
- Гвінея-Бісау — порт. Unidade, Luta, Progresso (Єдність, Боротьба, Прогрес)[33]
- Гібралтар (Велика Британія) — лат. Montis Insignia Calpi (Знак гір Гібралтару) і лат. Nulli Expugnabilis Hosti (Не завойований ніяким ворогом)[34]
- Гондурас — ісп. Libre, Soberana E Independiente (Вільний, суверенний і незалежний)[35]
- Гренада — англ. Ever Conscious of God We Aspire, and Advance as One People (Усвідомлюючи Бога, ми прагнемо вперед як єдиний народ)[36]
- Греція — грец. Ελευθερία ή θάνατος (Eleftheria i thanatos) (Свобода або смерть)[37]
- Грузія — груз. ძალა ერთობაშია! (Dzala ertobashia) (Сила в єдності)[38]
- Гуам (США) — англ. Where America's day begins (Де починається американський день)

## Ґ
- Гренландія — нема

## Д
- Данія — нема. Девіз королеви Маргрете II: дан. Guds hjælp, Folkets kærlighed, Danmarks styrke (З божою допомогою, любов народу — сила Данії)[39]
- Джибуті — сом. Itixaad, Gudboonaan, Ammaan і фр. Unité, Égalité, Paix (Єдність, Рівність, Мир)[40]
- Домініка — (патуа) Après Bondie, C'est la Ter (Після Бога ми любимо землю)[41]
- Домініканська Республіка — ісп. Dios, Patria, Libertad (Бог, Батьківщина, Свобода)[42]

## Е
- Еквадор — ісп. Dios, patria y libertad (Бог, Батьківщина і Свобода)
- Екваторіальна Гвінея — ісп. Unidad, Paz, Justicia (Єдність, Світ, Справедливість)
- Еритрея — араб. دولة إرترݐا (Dawlat Iritrīya), Tigrinya («Hagere Ertra») (Держава Еритрея)
- Естонія — нема
- Ефіопія — у минулому (геез.) ኢትዮጵያ ታበድ አደዊሃ ሃበ አግዚአብሐር (Itiyopia tabetsih edewiha habe Igziabiher) (Ефіопія простягає свої руки до Бога). В даний момент нема[43].

## Є
- Європейський Союз — лат. In varietate concordia (Єдність в різноманітті, перекладено усіма мовами членів ЄС)[44]
- Єгипет — нема
- Ємен — нема

## З
- Замбія — англ. One Zambia, One Nation (Одна Замбія — одна нація)[45]
- Західна Сахара: араб. حرية ديمقراطية وحدة (Свобода, Демократія, Єдність)
- Зімбабве — англ. Unity, Freedom, Work (Єдність, свобода, праця)[46]

## І

На прапорі Іраку присутній національний девіз Allahu Akbar (Бог великий).

- На прапорі Іраку присутній національний девіз Allahu Akbar (Бог великий).

Девіз Plus Ultra на гербі Іспанії.

- Девіз Plus Ultra на гербі Іспанії.
- Ізраїль — івр. עם ישראל חי(ам ісраєль хай) (жив народ Ізраїля)
- Індія — санскр. सत्यमेव जयत  (Satyameva Jayate)  (Правда переможе)[47], чи: Лише істина перемагає[48]
- Індонезія — старояванська Bhinneka Tunggal Ika (Єдність в різноманітті)[49]
- Ірак — араб. الله أكبر (Allahu Akbar) (Бог великий)[50]
- Іран — ** de facto: перс. Esteqlāl, āzādī, jomhūrī - ye eslāmī (Незалежність, Свобода, Ісламська Республіка)[51]
  - de jure: араб. Allaho Akbar (Бог великий)[52]
  - Імперський девіз до Ісламської Революції був: перс. Marā dād farmūd - o khod dāvar ast (Він дав мені справедливість, і Він судитиме мене)[53].
- Ірландія — Офіційного немає. Неофіційний девіз — шотл. гел. Erin Go Bragh (Braugh), Éirinn go Brách (Ірландія навіки).
- Ісландія — нема
- Іспанія — лат. Plus Ultra (Далі за межу)[54]
  - Раніше, під час диктатури Франка був: ісп. Una, grande y libre (Одна, велика і вільна)[54]
- Італія — нема
  -  Королівство Італія (1861-1946) : Ми пов'язані конституцією і релігією[55]

## Й
- Йорданія — араб. الله الوطن المليك Allah, Alwattan, Almaleek (Бог, Батьківщина, Незалежність)[56]

## К

Девіз Кірибаті, Te mauri, te raoi ao te tabomoa (Здоров'я, мир і процвітання) видно на гербі.

- Кабо-Верде — порт. Unidade, Trabalho, Progresso (Єдність, Праця, Прогрес)
- Казахстан — нема, девіз президента каз. Қазақстан - тік қана алға! (Казахстан — тільки вперед!)[57]
- Кайманові острови — англ. He has founded it upon the seas (Бог заснував його на морях)
- Каліфорнія (США) — грец. Eureka (Я знайшов)[58]
- Камбоджа — англ. Nation, Religion, King (Нація, Релігія, Король)[59]
- Камерун — фр. Paix - Travail - Patrie (Мир, Праця, Вітчизна)[60]
- Канада — лат. A mari usque ad mare (Від моря до моря)[61]
- Катар — нема
- Квебек (Канада) — фр. Je me souviens (Я пам'ятаю)
- Кенія — (суахілі) Harambee (Давайте працювати разом)
- Кіпр — грец. Κύπρος αγάπη ενωμένοι ! (Кіпр любов'ю єдний!)
- Киргизстан — нема
- Кірибаті — кірибаті Te mauri, te raoi ao te tabomoa (Здоров'я, світ і процвітання)[62]
- КНР Китай — нема
- Колумбія — ісп. Libertad y orden (Свобода і порядок)
- Комори — фр. Unité, Justice, Progrès (Єдність, Справедливість, Прогрес)
- Демократична Республіка Конго — фр. Justice - Paix - Travail (Справедливість, Мир, Праця)[63]
- Республіка Конго — фр. Unité, Travail, Progrès (Єдність, Мир, Прогрес)
- Конфедеративні Штати Америки: лат. Deo Vindice (Під Богом, нашим захисником)[64]
- Північна Корея — кор. 강성대국 (强盛大國, Gang Seong Dae Guk) (Процвітаюча і велика країна)
- Республіка Корея — кор. 홍익인간 (弘益人間, Hong Ik In Gan) (Благо усього людства)
- Коста-Рика — ісп. Vivan siempre el trabajo y la paz (Хай живе праця і мир)
- Кот-д'Івуар — фр. Union, Discipline, Travail (Єдність, Дисципліна, Праця)[65]
- Куба — ісп. Patria o muerte (Батьківщина або смерть)[66]
- Кувейт — нема

## Л
- Лаос — англ. Peace, independence, democracy, unity and prosperity (Мир, незалежність, демократія, єдність і процвітання)[67]
- Латвія — латис. Tēvzemei un Brīvībai (За вітчизну і свободу)[68]
- Лесото  Лесото — (сесото) Khotso, Pula, Nala (Мир, Дощ, Процвітання)[69]
- Ліберія — англ. The love of liberty brought us here (Любов до свободи привела нас сюди)[70]
- Ліван — нема
- Лівія  Лівія — Свобода, соціалізм, єдність  (араб.)
- Литва — лит. Tautos jėga vienybėje (Сила нації полягає в єдності)[71]
- Ліхтенштейн — нім. Für Gott, Fürst und Vaterland (За Бога, государя і вітчизну)
- Люксембург — (люксем.) Mir wëlle bleiwe wat mir sinn (Ми хотіли б залишитися тими, хто ми є)[72]

## М
- Маврикій — лат. Stella Clavisque Maris Indici (Зірка і ключ Індійського океану)[73]
- Мавританія — араб. شرف إخاء ع або фр. Honneur, Fraternité, Justice (Честь, Братерство, Справедливість)[74]
- Мадагаскар — малаг. Tanindrazana, Fahafahana, Fandrosoana (Вітчизна, Свобода, Прогрес)[75]
- Північна Македонія — неофіційний, але традиційний: мак. Sloboda ili smrt Слобода или Смрт (Свобода або смерть)
- Малаві — англ. Unity and Freedom (Єдність і свобода)
- Малайзія — малай. Bersekutu Bertambah Mutu (Єдність — сила)[76]
- Малі — фр. Un peuple, un but, une foi (Один народ, одна мета, одна віра)[77]
- Мальдіви —
- Мальта —
- Марокко — араб. الله، الوطن، الملك (Бог, Вітчизна, Король)[78]
- Маршаллові Острови —
- Мексика — Viva Mexico! — (Хай живе Мексика))[79]
- Мікронезія — англ. Peace, Unity, Liberty (Світ, єдність, свобода)
- Мозамбік — порт. República de Moçambique (Республіка Мозамбік)
- Молдова — рум. Limba noastră-i o comoară (Наша мова — скарб)
- Монако — лат. Deo juvante (З Божою допомогою)[80]
- Монголія — нема
- М'янма - нема

## Н
- Намібія — англ. Unity, liberty, justice (Єдність, Свобода, Справедливість)[81]
- Науру — англ. God's will first (Божа воля — передусім)[82]
- Непал — санскр. जननी जन्मभूमिष्च स्वर्गादपि गरियसि (Мати і Батьківщина дорожчі за небесне царство)
- Нігер — фр. Fraternité, Travail, Progrès (Братерство, Праця, Прогрес)[83]
- Нігерія — англ. Unity and Faith, Peace and Progress (Єдність і Віра, Мир і Прогрес)[84]
- Нідерланди — фр. Je maintiendrai, нід. Ik zal handhaven (Я збережу)[85]
- Нікарагуа — ісп. En Dios Confiamos (На бога сподіваємося)[86]
- Німеччина — нім. Einigkeit und Recht und Freiheit (Єдність і Право і Свобода)
  - Німецька Імперія — нім. Gott mit uns (Бог з нами)[87]
  -  Третій Рейх — нім. Ein Volk, Ein Reich, Ein Führer (Один Народ, Одна Імперія, Один Лідер.)
- Ніуе  — нема
- Нова Зеландія — нема[88]
- Норвегія — нема. Королівський девіз норвезької монархії : норв. Alt for Norge (Все для Норвегії)[89]

## О
- Об'єднані Арабські Емірати — араб. الله , الوطن , الرئيس Allah, al-Waṭan, al-Ra'īs (Бог, Нація, Президент)
- Острови Кука — *  Острів Мен (Велика Британія) — *  Оман — нема

## П

На гербі Пакистану відтворений національний девіз: Iman, Ittihad, Tanzeem. (Єдність, Віра, Дисципліна).

На гербі Панами відтворений національний девіз: Pro mundi beneficio (На благо світу).

- Пакистан — урду Ittihad, Yaqeen - mukkam, Nizam (Єдність, Віра, Дисципліна)[90]
- Палау — *  Палестина — нема[91]
- Панама — лат. Pro mundi beneficio (На благо світу)[92]
- Папуа Нова Гвінея — англ. Unity in Diversity (Єдність в різноманітті)[93]
- Парагвай — ісп. Paz y justicia (Світ і правосуддя)[94]
- Королівство Пруссія — З Богом за Короля та Вітчизну (нім. Mit Gott für König und Vaterland)
- ПАР — мова ксам !ke e: /xarra //ke (Різні люди об'єднуються)[95]
  - Раніше, в 1910–2000 рр.: лат. Ex Unitate Vires (У єдності — сила)
- Південний Судан — *  Північний Кіпр — *  Північні Маріанські Острови — *  Перу —
- Польща — пол. Bóg, Honor, Ojczyzna (Бог, Честь, Вітчизна). Традиційний, але не офіційний.
- Португалія — нема
- Пуерто-Рико (США) — ісп. Juan es su nombre (Іоанн — ім'я його)[96].

## Р
- Римська республіка і Римська імперія: лат. Senatus Populusque Romanus (Сенат і народ Риму). Часто використовується абревіатура: SPQR.
- Росія  - нема
  -  Російська імперія — З нами Бог
- Руанда — (руанда) Ubumwe, Umurimo, Gukunda Igihugu (Єдність, Праця, Патріотизм)[97]
- Румунія — нема. Раніше: лат. Nihil Sine Deo (Нічого без Бога), а ще раніше: рум. Toţi în unu (Всі разом).

## С
- Сальвадор — ісп. Dios, Unión, Libertad (Бог, Єдність, Свобода)[98]
- Самоа — самоан. Fa'avae i le Atua Samoa (Бог створив Самоа)[99]
- Сан-Марино — лат. Libertas (Свобода)[100]

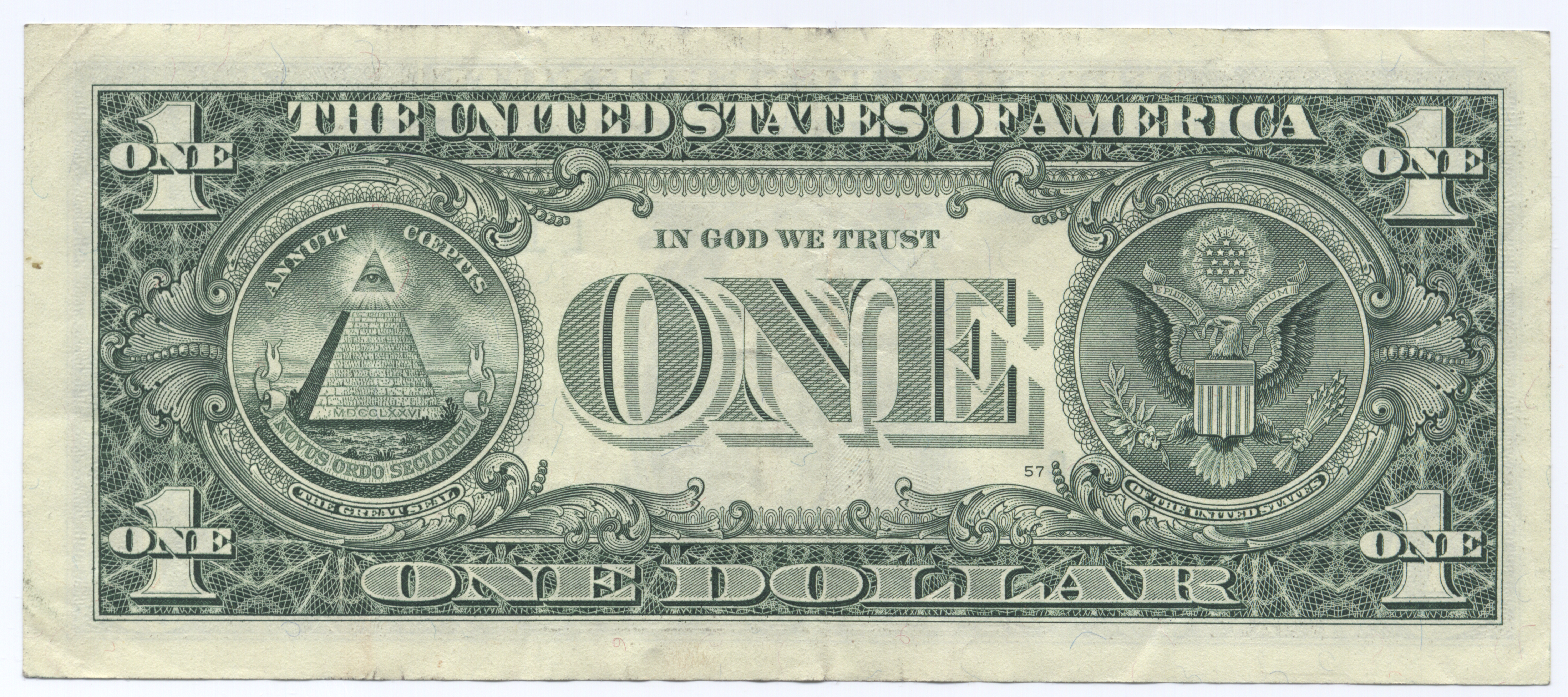
Національні девіз США — На бога сподіваємося можна бачити на зворотному боці усіх американський банкнот.

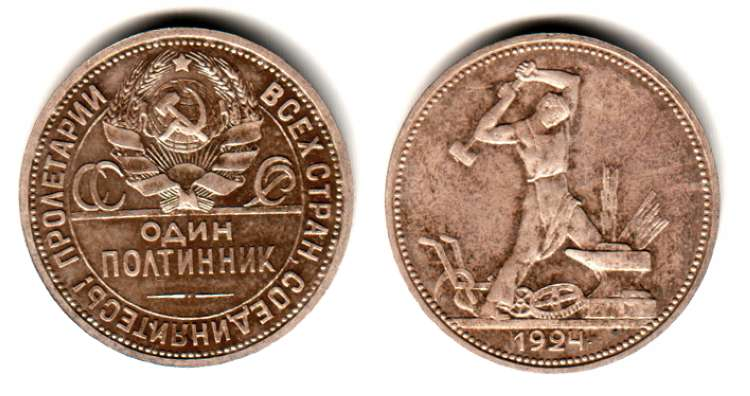
Девіз СРСР Пролетарі всіх країн, єднайтеся! на полтинику 1924 роки

- Сан-Томе і Принсіпі — порт. Unidade, Disciplina, Trabalho (Єдність, Дисципліна, Праця)[101]
- Саудівська Аравія — араб. ا إله إلا الله محمد رسول الله lā ilāhā illā — llāhu; muhammadu — r — rasūlu — llāhi ((з шахада): немає Бога, окрім Аллаха, і Мухаммед його пророк)[102]
- Свазіленд — (сваті) Siyinqaba (Ми — фортеця)[103]
- Сейшельські Острови — лат. Finis coronat opus (Кінець — справі вінець)[104]
- Сенегал — фр. Un peuple, un but, une foi (Один народ, одна мета, одна віра)[105]
- Сент-Вінсент і Гренадини — лат. Pax et justitia (Світ і справедливість)[106]
- Сент-Кітс і Невіс — англ. Country Above Self (Країна вище себе)[107]
- Сент-Люсія — англ. The land, the people, the light (Земля, люди, світло)[108]
- Сербія — серб. Саме складу Србина спасава (Тільки єдність врятує сербів)
  - Королівство Сербія: серб. З Вером у Бога, за Кра а і Отаџбину (З вірою у Бога, за Короля і Вітчизну. (- 1943)
- Сінгапур — малай. Majulah Singapura (Далі Сінгапур)[109]
- Сирія — араб. وحدة ، حرية ، اشتراكية Wihdah, Hurriyyah, Ishtirākiyyah (Єдність, Світ, Соціалізм) девіз партії Баас
- Словаччина — нема
- Словенія — (стара словен.) Stati inu obstati (Наполегливо домагатися)[110]
- США — англ. In God We Trust (На Бога сподіваємося) (офіційний) і лат. E pluribus unum (сучасний переклад — «Єдність з багатьох») (de — facto)
- Соломонові Острови — англ. To lead is to serve (Вести означає служити)[111]
- Сомалі — Йди вперед і ніколи назад[112]
- СРСР — Пролетарі усіх країн, з'єднуйтеся!
- Судан — араб. النصر لن Al — Nasr Lana: (Перемога наша)[113]
- Суринам — лат. Justitia, pietas, fides (Справедливість, благочестя, вірність)[114]
- Східний Тимор — порт. Honra, pátria e povo (Честь, Батьківщина і народ)[115]
- Сьєрра-Леоне — англ. Unity, freedom, justice (Єдність, Свобода, Справедливість)[116]

## Т
- Таджикистан — *  Таїланд — неофіційний девіз: тай. ชาติ ศาสนา พระมหากษัตริย์ (Нація, Релігія, Король)[117]
- Тайвань (Китай) — нема
- Танзанія — (суахілі) Uhuru na Umoja (Свобода і Єдність)[118]
- Того — фр. Travail, Liberté, Patrie (Праця, свобода, вітчизна)[119]
- Тонга — (тонган.) Ko e Otua mo Tonga ko hoku tofia (Бог і Тонга — моя спадщина)[120]
- Тринідад і Тобаго — англ. Together we aspire, together we achieve (Разом ми прагнемо, разом ми досягнемо)[121]
- Тувалу -(тувалу) Tuvalu mo te Atua (Тувалу для Всемогутнього)[122]
- Туніс — англ. Order, Freedom, and Justice (Порядок, Свобода і Справедливість)[123]
- Туркменістан — туркм. Döwlet - adam üçindir! (Держава — для людини!) і (Garaşsyz, Bitarap, Türkmenistan) — Незалежний, Нейтральний Туркменістан
- Туреччина — тур. Egemenlik kayıtsız şartsız milletindir (Суверенітет покладає відповідальність на націю)[124]
 і Yurtta barış — dünyada barış (турец., Мир на батьківщині — мир у всьому світі.)

## У
- Уганда — англ. For God and My Country (Для Бога і моєї країни)[125]
- Угорщина — зараз ні, раніше був: лат. Regnum Mariae Patrona Hungariae (Королівство Марії, покровительки Угорщини)
- Україна — «Слава Україні! Героям слава!»[126]
- Узбекистан — узб. Kuch Adolatdadir! (Сила в справедливості!)
- Уругвай — ісп. Libertad o Muerte (Свобода або смерть)[127]

## Ф
- Фіджі — (фидж.) Rerevaka na Kalou ka Doka na Tui (Шануй Бога і честь королеви)[128]
- Філіппіни — (філіпп.) Maka — Diyos, Maka — Tao, Makakalikasan at Makabansa (За Бога, народ, природу і країну)[129]
  - Раніше: (філіпп.) Isang bansa, isang diwa (Одна нація, один дух)
- Фінляндія — нема
- Франція — фр. Liberté, égalité, fraternité (Свобода, рівність, братерство)[130]

## Х
- Хорватія — нема

## Ц
- Центральноафриканська Республіка — фр. Unité, Dignité, Travail (Єдність, Гідність, Праця)[131]

## Ч
- Чад — фр. Unité, Travail, Progrès (Єдність, Праця, Прогрес)[132]
- Чорногорія — серб. Čojstvo i junaštvo / Чојство і јунаштво (Мужність і героїзм)
- Чехія — чеськ. Pravda vítězí! (Правда переможе!)[133]
- Чилі — ісп. Por la razón o la fuerza (Правом або силою)[134]
- ЧРІ — чечен. Marşo ya Joƶalla! (Свобода або смерть!)

## Ш
- Швеція — монархічний девіз: швед. För Sverige - i tiden (Для Швеції — завжди!)[135]
- Швейцарія — лат. Unus pro omnibus, omnes pro uno (Один за усіх, все за одного.(традиційний, але не офіційний));
- Шотландія (Велика Британія) — лат. Nemo me impune lacessit (Ніхто не торкнеться мене безкарно); також англ. In My Defence God Me Defend (В моєму захисті Бог мене захищає);
- Шрі-Ланка — нема.

## Ю
- Югославія — (сербо-хорв.) Братерство і јєдність/ Bratstvo i jedinstvo (Братерство і єдність)

## Я
- Ямайка — англ. Out of many, one people (З багатьох (людей) — єдиний народ)[136].
- Японія — В наш час нема.
  - Стародавня Японія: яп. 養正之心ヲ弘ム (Yōsei-no kokoro-wo hiromu) («Розширюй дух щоб виховати праведність»), яп. 積慶重暉 (Sekkei Chōki) («Вбирай щастя і світись від радості»)
  - Імператорська Японія: яп. 開國進取 (Kaikoku Shinshu) (Japanese, «Відкрий націю і займайся підприємництвом») Charter Oath (1868-) -> 大東亜新秩序建設 (Dai-tōa Shin-chitsujo Kensetsu) («Встановлюючи Новий Великий Східноазійський Порядок», це значить «東亜に於ける国際正義の確立、共同防共の達成、新文化の創造、経済結合の実現を期す» ('Сподіваючись на встановлення міжнародної справедливості, щоб разом не допустити комунізм, створити нову культуру і посилити економічні зв'язки в Східній Азії')) ja:基本国策要綱 (1940-)